# Narciso Rodriguez
Narciso Rodriguez III (Newark, 27 gennaio 1961) è uno stilista statunitense, di origini cubane.

## Biografia e carriera
Figlio di immigrati cubani, Narciso Rodriguez cresce a Newark, nel New Jersey, ma studierà alla Parson's School di New York. All'inizio degli anni novanta comincia a lavorare presso Anne Klein (nello stesso periodo in cui nella maison lavoravano anche Donna Karan e Calvin Klein), per poi trasferirsi in Europa nel 1995 per lavorare presso Nino Cerruti.
Attira l'attenzione della scena della moda mondiale, quando nel 1996 realizza l'abito nuziale di Carolyn Bessette, nell'occasione del matrimonio con John Fitzgerald Kennedy Jr.. Dopo aver realizzato il vestito di Sigourney Weaver indossato per la cerimonia per l'assegnazione dei premi Oscar ed aver disegnato una collezione per il gruppo italiano Aeffe, nel 1998 fonda il proprio brand, sotto la casa di moda spagnola Loewe. Dal 2003 Narciso Rodriguez lancia una linea di profumi, distribuiti dalla Shiseido.
Nel 2002 e nel 2003 viene scelto fra 450 stilisti come miglior stilista da donna dal Council of Fashion Designers nell'annuale cerimonia tenuta a New York. Il 4 novembre 2008, Michelle Obama ha indossato un vestito firmato da Narciso Rodriguez nella sua prima apparizione come moglie del presidente eletto degli Stati Uniti d'America Barack Obama.

## Profumi
La biografia di Narciso Rodriguez ha un peso notevole nel suo stile, sia nei profumi, sia nella moda: si percepiscono chiare influenze americane, europee e latine, che creano, secondo lo stilista, una visione personale dell'eleganza atemporale in cui il classicismo si miscela con la modernità.
"Mi piace reinterpretare i classici in chiave moderna".
Narciso Rodriguez
1. La linea for her, da donna:
- Eau de Toilette: cuore di muschio con sfaccettature floreale, legnosa, ambrata.
- Eau de Parfum: cuore di muschio con sfaccettature floreale-fruttata, legnosa, ambrata.
- l'Eau - Eau de Toilette: cuore di muschio con note di fiori.
- Musc Collection - Eau de Parfum Intense

2. Essence- Eau de Parfum, da donna: cuore di muschio con sfaccettature floreale, cipriata, ambrata.
3. For him - Eau de Toilette, da uomo: cuore di muschio con sfaccettature floreale, legnosa, ambrata.